# ジェイムズ・ブルーデネル (第7代カーディガン伯爵)
第7代カーディガン伯爵ジェイムズ・トマス・ブルーデネル（英: James Thomas Brudenell, 7th Earl of Cardigan,
1797年10月16日 - 1868年3月28日）は、イギリスの陸軍軍人、貴族、政治家。1854年のクリミア戦争・バラクラヴァの戦いで「軽騎兵の突撃」を命じて多くの犠牲者を出したが、勇敢な行為とされて英雄化された人物として知られる。

## 経歴
1797年10月16日、第6代カーディガン伯爵ロバート・ブルーデネルとその妻ペネロピ・アン（旧姓クック）（Penelope Anne Cooke）の間の唯一の男子としてハンプシャー・ハンブルドンに生まれた。
オックスフォード大学クライスト・チャーチで学ぶ。
1818年に成年になると父の従兄弟にあたる第2代アイルズベリー伯爵チャールズ・ブルーデネル＝ブルース(のちの初代アイルズベリー侯爵)の後援により、マールバラ選挙区から選出されて庶民院議員となった。1829年までこの選挙区から選出された。所属政党はトーリー党だった。
1824年5月に第8軽騎兵連隊に少尉(cornet)に入隊。1825年1月に中尉(Lieutenant)に昇進。1830年には少佐に昇進。同年第15軽騎兵連隊の中佐を購入した。
また議会においては同年から1832年にかけてフォーフィー選挙区、1832年から襲爵まで北ノーサンプトンシャー選挙区と選挙区を変えて庶民院議員を務めた。
1836年には第11竜騎兵連隊の中佐を購入した。連隊とともにインドに駐留し、1837年に帰国した。
1837年8月14日に父の死により第7代カーディガン伯爵位を継承し、貴族院議員に列した。
生来の短気で上官や同僚と衝突することが多かったため出世が遅れ、1847年にようやく准将となった。1854年にクリミア戦争で第3代ルーカン伯爵ジョージ・ビンガム少将の師団の隷下の騎兵旅団の指揮官となる。バラクラヴァの戦いで「軽騎兵の突撃」を敢行して多くの犠牲者を出したことで著名となった。武勇の権化として英雄化された。
1861年に中将に昇進した。
1868年3月28日にノーサンプトンシャー・コービーにある自邸ディーン・パークで死去した。二度結婚していたが、子供はなく、爵位ははとこにあたる第2代アイルズベリー侯爵ジョージ・ブルーデネル＝ブルースが継承した。
衣服のカーディガンは、この第7代カーディガン伯が愛用していたことからその名が付いたものである。

## 栄典

### 爵位/準男爵
1837年8月14日に父ロバート・ブルーデネルの死去により以下の爵位を継承した。
- 第7代カーディガン伯爵(7th Earl of Cardigan)
(1661年4月20日の勅許状によるイングランド貴族爵位)
- レスター州におけるスタントン・ウィヴィルの第7代ブルーデネル男爵(7th Baron Brudenell, of Stanton Wyvill in the County of Leicester)
(1627/8年2月26日の勅許状によるイングランド貴族爵位)
- (ディーンの)第7代準男爵
(1611年6月29日の勅許状によるイングランド準男爵位)

### 勲章
- 1855年7月5日、バス勲章ナイト・コマンダー(Knight Commander, Order of the Bath, KCB)[3]
- 1856年8月2日、レジオンドヌール勲章コマンドゥール(Commandeur, Ordre national de la Légion d'honneur)（フランス勲章）[3]
- 1858年3月2日、メジディイェ勲章（トルコ語版）ナイト第2級（トルコ勲章）[3]

### 陸軍階級
- 1824年5月、第8軽騎兵連隊（英語版）の少尉(cornet)[3][4]
- 1825年1月、中尉(Lieutenant)[2]
- 1826年6月、大尉(Captain)[2]
- 1830年8月、少佐(Major)[2]
- 1830年12月-1834年、第15軽騎兵連隊（英語版）の中佐(Lieutenant-Colonel)[4]
- 1836年-1854年、第11竜騎兵連隊（英語版）の中佐(Lieutenant-Colonel)[4]
- 1846年、大佐(Colonel)[3][4]
- 1847年、准将(Brigadier General)[1]
- 1854年、少将(Major-General)[3][4]
- 1859年-1860年、第5竜騎兵連隊（英語版）大佐(名誉連隊長)(Colonel)[4]
- 1860年-1868年、第11竜騎兵連隊（英語版）大佐(名誉連隊長)(Colonel)
- 1861年、中将(Lieutenant-General)[4]

## 家族
1826年6月19日にジョン・トルマッシュ海軍大将の娘エリザベス・ジェーン・ヘンリエッタ・ハリデイ(Elizabeth Jane Henrietta Halliday)と最初の結婚をしたが、不幸せな結婚の後に1846年に離婚した。ついで1858年9月20日に庶民院議員スペンサー・ホージー・ド・ホージーの娘アデリン・ルイーザ・マリア・ド・ホージー(Adeline Louisa Maria de Horsey)と再婚した。いずれの結婚でも子供はできなかった

## 登場する作品

### 小説
ジョージ・マクドナルド・フレイジャーの『The Flashman Papers』シリーズには、カーディガンが何度も悪役として登場する。

### 映画
1968年の『遥かなる戦場』は、バラクラヴァの戦いをイギリス側から描いた作品で、カーディガンは軍の無能さを象徴するような敵役として登場する。

### コンピュータゲーム
2015年にユービーアイソフトより発売された『アサシン クリード シンジケート』では、カーディガンは主人公側と敵対するテンプル騎士団のメンバーとして登場する。作中ではベンジャミン・ディズレーリ首相の暗殺計画を立てており、実際にプレイヤーが主人公の一人を操作して暗殺することになる。